# Ryczkowo (obwód orenburski)
Ryczkowo (ros. Рычково) – wieś (sieło) w Rosji, w obwodzie orenburskim, w rejonie siewiernym. W 2010 liczyła 373 mieszkańców.